# Encants (métro de Barcelone)
Encants est une station de la ligne 2 du métro de Barcelone. Elle est située dans le district d'Eixample à Barcelone en Catalogne.
Elle est mise en service en 1997 lors de l'ouverture d'une section de la ligne 2.

## Situation sur le réseau

Plan du métro de Barcelone (2019).

Établie en souterrain, la station de correspondance Sagrada Familia est située : sur la ligne 1 du métro de Barcelone, entre la station Sagrada Família en direction de la station terminus Paral·lel, et la station Clot, en direction de la station terminus Badalona Pompeu Fabra ,.

## Histoire
La station Encants est mise en service le 20 septembre 1997, lors du prolongement de la ligne 2 depuis Sagrada Família jusqu'à La Pau. Son nom fait référence à un marché de vente en vrac sur la place des Glòries,.